# Bataille de Serrès (1205)
Guerres bulgaro-latines
La bataille de Serrès (en bulgare: Битка при Сяр) a eu lieu en juin 1205 dans la ville de Serrès, dans la Grèce actuelle, entre le Second Empire bulgare et l'Empire latin. Le résultat fut une victoire bulgare.

## Origines du conflit
Après la victoire à la bataille d'Andrinople en 1205, les Bulgares ont pris le contrôle de la plus grande partie de la Thrace byzantine, à l'exception d'un nombre de grandes villes fortifiées que le tsar Kaloyan était désireux de conquérir., En juin de la même année, le tsar marcha avec son armée vers le sud-ouest, jusqu'aux domaines de Boniface de Montferrat, roi de Thessalonique et vassal de l'Empire latin.

## Bataille
La première ville à se trouver sur le chemin de l'armée bulgare fut Serrès. Les Croisés (ou Latins) ont essayé de les combattre dans les environs de la ville, mais ils ont été vaincus et ont dû battre en retraite. Pendant la retraite, les Bulgares ont profité de l'occasion pour envahir la ville, en encerclant les Latins restants dans la citadelle. Lors des négociations qui ont suivi, Kaloyan accepta de leur accorder un sauf-conduit pour traverser la frontière bulgaro-hongroise. Cependant, dès que la garnison s'est rendue, les chevaliers furent tués, tandis que la population fut épargnée.

## Conséquences
Le succès de la campagne de 1205 se termina par la capture de la ville de Philippópolis (aujourd'hui Plovdiv), dont les citoyens souhaitaient s'allier à la Bulgarie, alors que la noblesse byzantine locale, menée par Aléxios Aspiétis, résista. Après la prise de la ville par Kaloyan, ses murs furent détruits et Aspiétis pendu. L'année suivante, la guerre contre l'Empire latin et la noblesse byzantine locale se poursuivit, et l'armée croisée fut de nouveau vaincue à Roússion.